# Кремница
Кремница (на словашки: Kremnica; на немски: Kremnitz; на унгарски: Körmöcbánya) е град в Централна Словакия с около 5 700 жители. В добре запазения средновековен град, издигнат над златни мини, се намира най-старият все още функциониращ от създаването си монетен двор в света.

## История
Кремница е един от големите миньорски градове в света още от времето на Средновековието, благодарение на богатите залежи на златна руда в Кремницките планини. Първото свидетелство за подземни миньорски дейности в района датира към IX век.
През XIII век жителите на района пострадват от нашествието на монголите. След този тежък период унгарските крале канят нови колонисти от земите на Германия да се установят в региона и да помогнат за възстановяването на избитото население. Миньорските дейности биват възстановени. Първото писмено споменаване на града датира към 1328, когато градът получава привилегиите на свободен кралски град от крал Карл Роберт Анжуйски.
Към момента на получаването на привилегиите, монетният двор в града вече е съществувал. От 1335 година в него се секат златни флорини, а по-късно и известните „кремницки дукати“, използвани като международно разплащателно средство благодарение на постоянно високата проба злато, която се е съдържала в тях. В Кремница се е намирала най-важната, а впоследствие и единствената, монетарница – първо на Унгарското кралство, после в Чехословакия, а днес – в Словакия. Просперитетът на града му носи прозвището „Златна Кремница“.
През 1331, Кремница става седалище на камерграфа, който ръководи най-важната камара в Унгарското кралство – тази на миньорите и монетосекачите. Графът управлява всички мини и монетни дворове в дванадесетте комитати на кралството през средните векове.
В края на XIV век, Кремница става столицата на миньорските градове в централната част на Горна Унгария. Устойчивото годишно производство на злато и сребро гарантира развитието и просперитета на града. През XV век Кремница е вторият най-важен град в Унгарското кралство след столицата Буда; градът продължава да получава нови привилегии и представителите на града са втората най-голяма група представители в средновековния унгарски парламент (след тези на Буда). Добивът на злато и монетосеченето в Кремница достига своята кулминация през XIV и XV век. Като един от най-важните центрове на Протестантската реформация в страната, градът принадлежи на протестантската „Лига на седемте миньорски града“ заедно с градовете Банска Бела, Банска Бистрица, Банска Щявница, Любетова, Нова Баня и Пуканец.
През XVI век, градът е главно средище на производството на (основно религиозни) медали, особено от германския скулптор Йоахим Дешлер. Същевременно, миньорите трябвало да копаят все по-надълбоко, за да открият нови залежи и условията за работата им се влошавали, заради навлизащите в галериите подземни води. Себестойността на минното дело растяло и то носело все по-малко печалба. За последно добив на злато в Кремница бил осъществен през 1970 година, след което всички мини били затворени.

## География
Кремница лежи на 564 метра надморска височина и има площ от 43,136 km2. Намира се в Кремницките планини по течението на Кремницки поток, приток на река Хрон. Градът се намира на около 20 km западно от Банска Бистрица (по въздух), на 45 km южно от Мартин и около 175 km от столицата Братислава.

## Основни забележителности
Над Кремница се извисява замък, строен от XIII до XV век. През първата половина на XIV век замъкът става резиденция на камерграфа. Градът бива веднага укрепен с двойна крепостна стена с няколко бастиона и кули. Замъкът представлява уникален пример на много добре запазена укрепителна система от региона на Централна Европа. През XIV век, тя се развива в многофункционален комплекс от сгради и става център на местната администрация, религиозния живот и отбраната. В края на XV век, камерграфът се мести в новопостроено имение, а графското жилище в замъка е превърнато в църква на име „Света Катерина“.
Други забележителности на Кремница включват Музея на монетите и медалите, Скиорския музей и историческия главен площад с внушителната чумна колона, изпълнена в стил барок.
Готическата църква „Света Катерина“ е домакин на популярния Европейски органен фестивал.
Построеният през XV век двадесеткилометров акведукт продължава да функционира и захранва три водноелектрически централи в района, една от които разположена на 245 m под земята.
Гористите планини край града предлагат множество възможности за планински туризъм и ски бягане.
Смята се, че в близкото село Крахуле се намира географският център на Европа.

## Население
Кремница има население от 5358 души (по приблизителна оценка от декември 2017 г.). Според преброяването през 2001 година, 95,8% от жителите на града са словаци, а 1,2% – германци. Сред словаците много са наследници на т.нар. Карпатски германци, които играли значима роля в средновековната история на града след монголското нашествие. В религиозен план, 64,9% са римокатолиците, 5,8% са лутераните, а 22,6% не са декларирали религиозна принадлежност.

## Известни личности
- Блажей Балаж – словашки художник
- Ян Левослав Бела – композитор, диригент и музикален педагог
- Людовит Чернак – политик и бизнесмен
- Ладислав Худик – словашки актьор
- Игор Колар – състезател по спортно ходене (представлявал Чехословакия и Словакия)
- Петер Михалица – цигулар
- Йозеф Прибилинец – състезател по спортно ходене, носител на златен медал от олимпийски игри

## Галерия
- Замъкът на Кремница
- Главният площад
- Барбакан
- Кремница от 1729
- Детайл от чумната колона

## Побратимени градове
Кремница има 6 побратимени града:
- Фиденца, Италия
- Херболцхайм, Германия
- Кутна Хора, Република Чехия
- Нови Йичин, Република Чехия
- Шурани, Словакия
- Варпалота, Унгария